# Minotaur Shock
Minotaur Shock（ミノトール・ショック）は、ブリストル出身のDavid Edwardsのソロプロジェクトである。

## ディスコグラフィー

### 配信
- 2008年 Amateur Dramatics